# Tasmania Challenger 1991
Il Tasmania Challenger 1991 è stato un torneo di tennis facente parte della categoria ATP Challenger Series nell'ambito dell'ATP Challenger Series 1991. Il torneo si è giocato ad Hobart in Australia dal 4 al 10 novembre 1991 su campi in sintetico.

## Vincitori

### Singolare
Sandon Stolle ha battuto in finale  Fernon Wibier con il punteggio di 7–5, 6–4

### Doppio
Michael Brown /  Andrew Kratzmann hanno battuto in finale  Bret Richardson /  Simon Youl con il punteggio di 3–6, 6–3, 7–6